# Lakher
Lakher és la llengua del subgrup tibetobirmà i del gran gruo sinotibetà, parlada per l'ètnia dels mara, que anteriorment s'anomenaven també lakher, que viuen al sud-est de Mizoram a l'Índia.